# Cemitério do Montparnasse

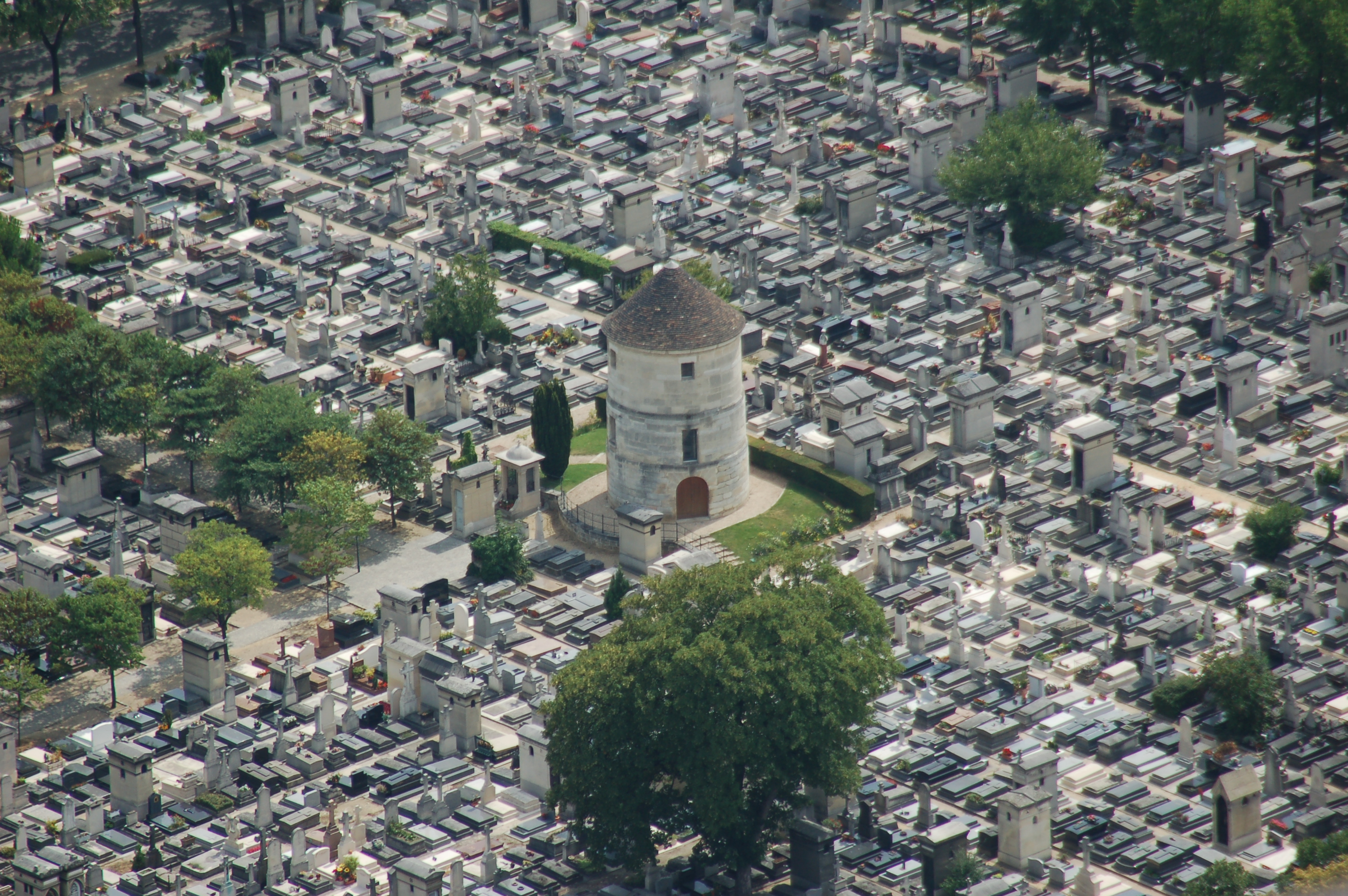
Vista do cemitério Montparnasse do topo da Torre Montparnasse (Paris, França).

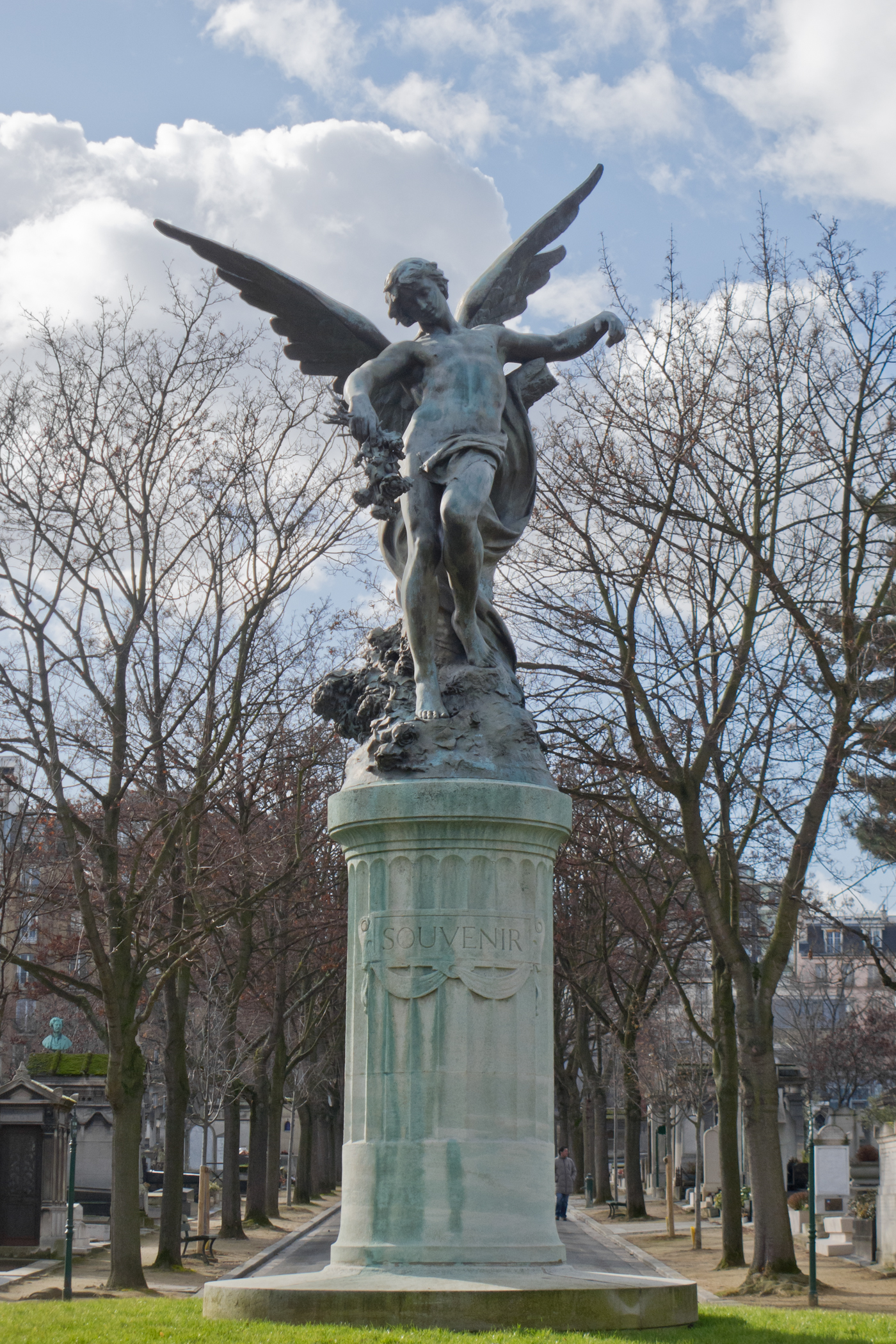
Génie du sommeil éternel.

O Cemitério do Montparnasse é uma necrópole localizada na cidade de Paris, dentro do 14º arrondissement de Paris. Tem área de aproximadamente 47 acres e é o segundo maior cemitério de Paris. Tem mais de 35 000 túmulos e aproximadamente mil pessoas são enterradas nele a cada ano.

## Personalidades sepultadas no Montparnasse
- Dramaturgos
  - Eugène Ionesco

- Enciclopedistas
  - Pierre Larousse

- Escritores e poetas
  - Charles Baudelaire
  - Samuel Beckett
  - Julio Cortázar
  - Marguerite Duras
  - Guy de Maupassant
  - Georges Schehadé
  - César Vallejo
  - Susan Sontag

- Escultores
  - Ossip Zadkine
  - Henri Laurens
  - Frédéric Auguste Bartholdi

- Físicos
  - Gabriel Lippmann

- Políticos
  - Danton
  - Saint-Just
  - Maximilien Robespierre
  - Couthon
  - Brissot
  - Jacques Chirac

- Estadistas
  - Porfírio Díaz

- Filósofos
  - Jean-Paul Sartre
  - Simone de Beauvoir

- Geógrafos
  - Paul Vidal de La Blache

- Matemáticos
  - Gustave-Gaspard Coriolis
  - Henri Poincaré
  - Urbain Le Verrier

- Músicos
  - Serge Gainsbourg

- Pintores
  - Cícero Dias

- Sociólogos
  - Émile Durkheim

- Enxadristas
  - Alexander Alekhine
- Santos
  - Rosalie Rendu